# Carl Fritsche
Carl Heinrich Fritsche (* 8. September 1833 in Dessau; † unbekannt) war ein deutscher Lehrer und Autor.

## Leben und Wirken
Nach dem Besuch des Gymnasiums in Dessau ging er auf die Gewerbeschule in Chemnitz und auf das Polytechnikum in Dresden. Im Anschluss studierte er in Berlin und wurde 1858 an der Universität Kiel zur Thematik De rotae turbiformis theoria mathematica zum Dr. phil. promoviert. 1859 trat er eine Stelle als Lehrer am Albertinum in Burgstädt an. 1861 erhielt er eine besserbezahlte Anstellung als Oberlehrer für Mathematik und Naturwissenschaften an den Realschulklassen der Bürgerschule in Zwickau. 1867 wurde er zum Direktor und ersten Oberlehrer an der höheren Knabenbürgerschule in Zwickau ernannt. Zu Ostern 1871 wurde er in Crimmitschau Vizedirektor und zweiter Oberlehrer an der Realschule 2. Ordnung. 1876 wechselte er an die Realschule mit Progymnasium in Pirna, wo er zum Oberlehrer ernannt wurde.

## Publikationen (Auswahl)
- De rotae turbiformis theoria mathematica. Diss. Kiel 1858, urn:nbn:de:gbv:8:2-5712995.
- Aufgaben und Fragen aus der geometrischen Formenlehre für Real- und höhere Bürgerschulen. Methodisch geordnet etc. Selbstverlag, Crimmitzschau, 1871.[3]
- Aufgaben und Fragen aus der geometrischen Formenlehre für Real- und höhere Bürgerschulen. Methodisch geordnet etc. 2., verbesserte Aufl., Leipzig, 1874.
- Grundriß der Projectionslehre in Beziehung auf die Octogonalprojectionen einfacher geometrischer Körper und ihrer Begrenzungselemente. Selbstverlag, Crimmitzschau, 1873.
- Leitfaden für den Unterricht in der Elementargeometrie. Pirna 1877.
- Das Deltoid: eine geometrische Studie. Pirna 1881.